# مارك نولز (لاعب هوكي الحقل)
مارك نولز (بالإنجليزية: Mark Knowles) هو لاعب هوكي الحقل أسترالي، ولد في 3 أكتوبر 1984 في روكامبتون في أستراليا.

## وصلات خارجية
- مارك نولز على موقع الاتحاد الدولي للهوكي (الإنجليزية)
- مارك نولز على موقع اللجنة الأولمبية الدولية (الإنجليزية)
- مارك نولز على موقع أوليمبيديا (الإنجليزية)
- مارك نولز على موقع اللجنة الأولمبية الأسترالية (الإنجليزية)
- مارك نولز على موقع اتحاد ألعاب الكومنولث (مؤرشف) (الإنجليزية)
- مارك نولز على موقع اتحاد ألعاب الكومنولث (مؤرشف) (الإنجليزية)
- مارك نولز على موقع دورة ألعاب الكومنولث 2006 (مؤرشف) (الإنجليزية)